# Sindaci di Minneapolis
Questo è l'elenco dei sindaci di Minneapolis.
Dal 1867 al 1878 i sindaci erano eletti per un mandato della durata di solo un anno. A partire dal 1878 la durata del mandato venne estesa a 2 anni. Il mandato venne esteso a 4 anni dal gennaio 1982.

## Elenco
| N. | Nominativo | Nominativo              | Partito      | Carica           | Carica           | Mandato                                  | Storia elettorale                                                               |
| N. | Nominativo | Nominativo              | Partito      | Inizio           | Fine             | Mandato                                  | Storia elettorale                                                               |
| -- | ---------- | ----------------------- | ------------ | ---------------- | ---------------- | ---------------------------------------- | ------------------------------------------------------------------------------- |
| 1  |            | Dorilus Morrison        | Repubblicano | 26 febbraio 1867 | 14 aprile 1868   | 1                                        | Eletto nel 1867                                                                 |
| 2  |            | Hugh G. Harrison        | Repubblicano | 14 aprile 1868   | 13 aprile 1869   | 1                                        | Eletto nel 1868                                                                 |
| 3  |            | Dorilus Morrison        | Repubblicano | 13 aprile 1869   | 12 aprile 1870   | 1                                        | Eletto nel 1869                                                                 |
| 4  |            | Eli B. Ames             | Democratico  | 12 aprile 1870   | 9 aprile 1872    | 1                                        | Eletto nel 1870                                                                 |
| 4  | 2          | Eli B. Ames             | Democratico  | 12 aprile 1870   | 9 aprile 1872    | Rieletto nel 1871                        |                                                                                 |
| 5  |            | Eugene McLanahan Wilson | Democratico  | 9 aprile 1872    | 8 aprile 1873    | 1                                        | Eletto nel 1872                                                                 |
| 6  |            | George A. Brackett      | Repubblicano | 8 aprile 1873    | 14 aprile 1874   | 1                                        | Eletto nel 1873 Perse la rielezione                                             |
| 7  |            | Eugene McLanahan Wilson | Democratico  | 14 aprile 1874   | 13 aprile 1875   | 1                                        | Eletto nel 1874                                                                 |
| 8  |            | Orlando C. Merriman     | Democratico  | 13 aprile 1875   | 11 aprile 1876   | 1                                        | Eletto nel 1875                                                                 |
| 9  |            | Albert Alonzo Ames      | Democratico  | 11 aprile 1876   | 10 aprile 1877   | 1                                        | Eletto nel 1876                                                                 |
| 10 |            | John De Laittre         | Repubblicano | 10 aprile 1877   | 9 aprile 1878    | 1                                        | Eletto nel 1877                                                                 |
| 11 |            | Alonzo Cooper Rand      | Repubblicano | 9 aprile 1878    | 11 aprile 1882   | 1                                        | Eletto nel 1878                                                                 |
| 11 | 2          | Alonzo Cooper Rand      | Repubblicano | 9 aprile 1878    | 11 aprile 1882   | Rieletto nel 1880                        |                                                                                 |
| 12 |            | Albert Alonzo Ames      | Democratico  | 11 aprile 1882   | 8 aprile 1884    | 1                                        | Eletto nel 1882 Perse la rielezione                                             |
| 13 |            | George A. Pillsbury     | Repubblicano | 8 aprile 1884    | 13 aprile 1886   | 1                                        | Eletto nel 1884 Perse la rielezione                                             |
| 14 |            | Albert Alonzo Ames      | Democratico  | 13 aprile 1886   | 7 gennaio 1889   | 1                                        | Eletto nel 1886 Perse la rielezione                                             |
| 15 |            | Edward C. Babb          | Repubblicano | 7 gennaio 1889   | 5 gennaio 1891   | 1                                        | Eletto nel 1888                                                                 |
| 16 |            | Phillip B. Winston      | Democratico  | 5 gennaio 1891   | 2 gennaio 1893   | 1                                        | Eletto nel 1890                                                                 |
| 17 |            | William H. Eustis       | Repubblicano | 2 gennaio 1893   | 7 gennaio 1895   | 1                                        | Eletto nel 1892                                                                 |
| 18 |            | Robert Pratt            | Repubblicano | 7 gennaio 1895   | 2 gennaio 1899   | 1                                        | Eletto nel 1894                                                                 |
| 18 | 2          | Robert Pratt            | Repubblicano | 7 gennaio 1895   | 2 gennaio 1899   | Rieletto nel 1896                        |                                                                                 |
| 19 |            | James Gray              | Democratico  | 2 gennaio 1899   | 7 gennaio 1901   | 1                                        | Eletto nel 1899 Perse la rielezione                                             |
| 20 |            | Albert Alonzo Ames      | Repubblicano | 7 gennaio 1901   | 6 settembre 1902 | 1⁄2                                      | Eletto nel 1900 Rassegnò le dimissioni                                          |
| 21 |            | David P. Jones          | Repubblicano | 6 settembre 1902 | 5 gennaio 1903   | 1⁄2                                      | Assunse l'incarico di sindaco facente funzioni per terminare il mandato di Ames |
| 22 |            | J. C. Haynes            | Democratico  | 5 gennaio 1903   | 2 gennaio 1905   | 1                                        | Eletto nel 1902 Perse la rielezione                                             |
| 23 |            | David P. Jones          | Repubblicano | 2 gennaio 1905   | 7 gennaio 1907   | 1                                        | Eletto nel 1904 Perse la rielezione                                             |
| 24 |            | J. C. Haynes            | Democratico  | 7 gennaio 1907   | 6 gennaio 1913   | 1                                        | Eletto nel 1906                                                                 |
| 24 | 2          | J. C. Haynes            | Democratico  | 7 gennaio 1907   | 6 gennaio 1913   | Rieletto nel 1908                        |                                                                                 |
| 24 | 3          | J. C. Haynes            | Democratico  | 7 gennaio 1907   | 6 gennaio 1913   | Rieletto nel 1910                        |                                                                                 |
| 25 |            | Wallace G. Nye          | Repubblicano | 6 gennaio 1913   | 1 gennaio 1917   | 1                                        | Eletto nel 1912                                                                 |
| 25 | 2          | Wallace G. Nye          | Repubblicano | 6 gennaio 1913   | 1 gennaio 1917   | Rieletto nel 1914 Perse la rielezione    |                                                                                 |
| 26 |            | Thomas Van Lear         | Socialista   | 1 gennaio 1917   | 6 gennaio 1919   | 1                                        | Eletto nel 1916 Perse la rielezione                                             |
| 27 |            | J. E. Meyers            | Lealista     | 6 gennaio 1919   | 3 luglio 1921    | 1                                        | Eletto nel 1918                                                                 |
| 28 |            | George E. Leach         | Repubblicano | 4 luglio 1921    | 7 luglio 1929    | 1                                        | Eletto nel 1921                                                                 |
| 28 | 2          | George E. Leach         | Repubblicano | 4 luglio 1921    | 7 luglio 1929    | Rieletto nel 1923                        |                                                                                 |
| 28 | 3          | George E. Leach         | Repubblicano | 4 luglio 1921    | 7 luglio 1929    | Rieletto nel 1925                        |                                                                                 |
| 28 | 4          | George E. Leach         | Repubblicano | 4 luglio 1921    | 7 luglio 1929    | Rieletto nel 1927 Perse la rielezione    |                                                                                 |
| 29 |            | William F. Kunze        | Repubblicano | 8 luglio 1929    | 5 luglio 1931    | 1                                        | Eletto nel 1929 Perse la rielezione                                             |
| 30 |            | William A. Anderson     | Democratico  | 6 luglio 1931    | 2 luglio 1933    | 1                                        | Eletto nel 1931 Perse la rielezione                                             |
| 31 |            | A. G. Bainbridge        | Repubblicano | 3 luglio 1933    | 7 luglio 1935    | 1                                        | Eletto nel 1933 Perse la rielezione                                             |
| 32 |            | Thomas E. Latimer       | Democratico  | 8 luglio 1935    | 4 luglio 1937    | 1                                        | Eletto nel 1935 Perse la rielezione                                             |
| 33 |            | George E. Leach         | Repubblicano | 5 luglio 1937    | 6 luglio 1941    | 1                                        | Eletto nel 1937                                                                 |
| 33 | 2          | George E. Leach         | Repubblicano | 5 luglio 1937    | 6 luglio 1941    | Rieletto nel 1939                        |                                                                                 |
| 34 |            | Marvin L. Kline         | Repubblicano | 7 luglio 1941    | 1 luglio 1945    | 1                                        | Eletto nel 1941                                                                 |
| 34 | 2          | Marvin L. Kline         | Repubblicano | 7 luglio 1941    | 1 luglio 1945    | Rieletto nel 1943 Perse la rielezione    |                                                                                 |
| 35 |            | Hubert Humphrey         | Democratico  | 2 luglio 1945    | 30 novembre 1948 | 1                                        | Eletto nel 1945                                                                 |
| 35 | 2          | Hubert Humphrey         | Democratico  | 2 luglio 1945    | 30 novembre 1948 | Rieletto nel 1947 Rassegnò le dimissioni |                                                                                 |
| 36 |            | Eric G. Hoyer           | Democratico  | 1 dicembre 1948  | 7 luglio 1957    | 1                                        | Nominato ad interim nel 1948                                                    |
| 36 | 2          | Eric G. Hoyer           | Democratico  | 1 dicembre 1948  | 7 luglio 1957    | Rieletto nel 1949                        |                                                                                 |
| 36 | 3          | Eric G. Hoyer           | Democratico  | 1 dicembre 1948  | 7 luglio 1957    | Rieletto nel 1951                        |                                                                                 |
| 36 | 4          | Eric G. Hoyer           | Democratico  | 1 dicembre 1948  | 7 luglio 1957    | Rieletto nel 1953                        |                                                                                 |
| 36 | 5          | Eric G. Hoyer           | Democratico  | 1 dicembre 1948  | 7 luglio 1957    | Rieletto nel 1955 Perse la rielezione    |                                                                                 |
| 37 |            | P. Kenneth Peterson     | Repubblicano | 8 luglio 1957    | 2 luglio 1961    | 1                                        | Eletto nel 1957                                                                 |
| 37 | 2          | P. Kenneth Peterson     | Repubblicano | 8 luglio 1957    | 2 luglio 1961    | Rieletto nel 1959 Perse la rielezione    |                                                                                 |
| 38 |            | Arthur Naftalin         | Democratico  | 3 luglio 1961    | 6 luglio 1969    | 1                                        | Eletto nel 1961                                                                 |
| 38 | 2          | Arthur Naftalin         | Democratico  | 3 luglio 1961    | 6 luglio 1969    | Rieletto nel 1963                        |                                                                                 |
| 38 | 3          | Arthur Naftalin         | Democratico  | 3 luglio 1961    | 6 luglio 1969    | Rieletto nel 1965                        |                                                                                 |
| 38 | 4          | Arthur Naftalin         | Democratico  | 3 luglio 1961    | 6 luglio 1969    | Rieletto nel 1967                        |                                                                                 |
| 39 |            | Charles Stenvig         | Indipendente | 7 luglio 1969    | 31 dicembre 1973 | 1                                        | Eletto nel 1969                                                                 |
| 39 | 2          | Charles Stenvig         | Indipendente | 7 luglio 1969    | 31 dicembre 1973 | Rieletto nel 1971 Perse la rielezione    |                                                                                 |
| 40 |            | Richard Erdall          | Repubblicano | 31 dicembre 1973 | 31 dicembre 1973 | 1                                        | Nominato ad interim nel 1973 Restò in carica un solo giorno                     |
| 41 |            | Albert Hofstede         | Democratico  | 1 gennaio 1974   | 31 dicembre 1975 | 1                                        | Eletto nel 1973 Perse la rielezione                                             |
| 42 |            | Charles Stenvig         | Indipendente | 1 gennaio 1976   | 31 dicembre 1977 | 1                                        | Eletto nel 1975 Perse la rielezione                                             |
| 43 |            | Albert Hofstede         | Democratico  | 1 gennaio 1978   | 31 dicembre 1979 | 1                                        | Eletto nel 1977 Perse la rielezione                                             |
| 44 |            | Donald M. Fraser        | Democratico  | 1 gennaio 1980   | 31 dicembre 1993 | 1                                        | Eletto nel 1979                                                                 |
| 44 | 2          | Donald M. Fraser        | Democratico  | 1 gennaio 1980   | 31 dicembre 1993 | Rieletto nel 1981                        |                                                                                 |
| 44 | 3          | Donald M. Fraser        | Democratico  | 1 gennaio 1980   | 31 dicembre 1993 | Rieletto nel 1985                        |                                                                                 |
| 44 | 4          | Donald M. Fraser        | Democratico  | 1 gennaio 1980   | 31 dicembre 1993 | Rieletto nel 1989                        |                                                                                 |
| 45 |            | Sharon Sayles Belton    | Democratico  | 1 gennaio 1994   | 31 dicembre 2001 | 1                                        | Eletta nel 1993                                                                 |
| 45 | 2          | Sharon Sayles Belton    | Democratico  | 1 gennaio 1994   | 31 dicembre 2001 | Rieletta nel 1997 Perse la rielezione    |                                                                                 |
| 46 |            | R. T. Rybak             | Democratico  | 1 gennaio 2002   | 2 gennaio 2014   | 1                                        | Eletto nel 2001                                                                 |
| 46 | 2          | R. T. Rybak             | Democratico  | 1 gennaio 2002   | 2 gennaio 2014   | Rieletto nel 2005                        |                                                                                 |
| 46 | 2          | R. T. Rybak             | Democratico  | 1 gennaio 2002   | 2 gennaio 2014   | Rieletto nel 2009                        |                                                                                 |
| 47 |            | Betsy Hodges            | Democratico  | 2 gennaio 2014   | 31 dicembre 2017 | 1                                        | Eletta nel 2013 Perse la rielezione                                             |
| 48 |            | Jacob Frey              | Democratico  | 1 gennaio 2018   |                  | 1                                        | Eletto nel 2017                                                                 |